# NGC 4219
NGC 4219 ist eine Spiralgalaxie vom Hubble-Typ Sbc im Sternbild Zentaur am Südsternhimmel. Sie ist schätzungsweise 80 Millionen Lichtjahre von der Milchstraße entfernt und hat einen Durchmesser von etwa 90.000 Lichtjahren.
Das Objekt wurde am 3. Juni 1834 von dem Astronomen John Herschel mit Hilfe seines 18,7-Zoll-Teleskops entdeckt.